# Maurice Davau
Maurice Davau est un écrivain régionaliste et instituteur français né à Villavard le 14 décembre 1899 et mort à Tours (Indre-et-Loire) le 21 avril 1993.

## Biographie
Maurice Michel Paul Davau, né le 14 décembre 1899 à Villavard, est originaire de Sublaines (Indre-et-Loire) et passe son enfance au Liège, où ses parents sont agriculteurs. Sorti de l'école normale d'instituteurs de Loches en 1918, il satisfait ses obligations militaires en Allemagne de 1918 à 1921. Il sera instituteur durant trente-sept ans à Beaumont-Village, Nouans-les-Fontaines, Saint-Denis-Hors puis à La Riche.
Auteur, conteur et poète, très attaché à l'évocation de sa région et à la description de l'idiome tourangeau. Il réalise un travail lexicologique en publiant Vieux parler tourangeau et en participant avec Marcel Cohen et Maurice Lallemand au Dictionnaire du français vivant de chez Bordas.
Arrière Grand père de Charlotte Davau, miss Aquitaine 2019.

## Œuvres
- Le Dessin libre, Elise Freinet, Maurice Davau, n°9, Juin 1938, Brochures d'Education Nouvelle Populaire[4].
- Dictionnaire du français vivant, Marcel Cohen, Maurice Davau, Maurice Lallemand, 1972, 1975, 1979, Bordas[5].
- Le Vieux parler tourangeau sa phonétique, ses mots et locutions, sa grammaire, 1979, C.L.D[6]..
- Contes, nouvelles et autres raconteries des campagnes tourangelles, 1980, C.L.D[7]..
- Les grands moments de l'année : raconteries tourangelles, 1982, C.L.D[8]..
- Histouères et rimiaux de Touraine, 1984, C.L.D[9]..
- Tours au turbin et après le turbin, 1987, Hors-série du Magazine de la Touraine.
- Souvenirs en forme de poèmes, 1995, C.L.D[5]..
- Souvenirs d'un instituteur tourangeau, 1939-1945, 2020[10].